# 塚田新市
塚田 新市（つかだ しんいち、1928年12月10日 - 2004年10月3日）は日本の政治家。鹿児島県串木野市長（6期）。串木野市名誉市民。

## 経歴
鹿児島県串木野市下名（現いちき串木野市）出身。串木野の尋常高等小学校を1929年に卒業した後、大阪で鋳物工場の給仕や夜学の教師として働きながら苦学。1933年関西大学第二商業科卒業。1941年関西大学法文学部法律学科（現関西大学法学部）卒業。関大法科卒業後は東京に移り、築地本願寺近くの織物統制会社に就職。1944年5月、鹿児島県庁に入職。鹿児島県職業指導主事補（1944年）、地方事務官鹿児島県勤務（1946年）、鹿児島県議会事務局庶務課長（1951年）、調査課長（1955年）、鹿児島県民生労働部労政課長（1958年11月）、農政部農業経済課長（1963年5月）、衛生部医務課長（1965年）、鹿児島県監査委員事務局長（1967年6月）を経て、1968年7月より鹿児島県民生労働部長。1971年1月の串木野市長選に立候補して初当選し、2月5日に第4代（第7期）串木野市長就任、計6選（第7期 - 第12期）。在任中、東中国海に面した地理的特性を生かした活力あふれる港湾都市を目指して、串木野新港建設、串木野港周辺の西薩中核工業団地造成、串木野地下石油備蓄基地建設などをおこなった。また、1979年にサリナス市（アメリカ合衆国カリフォルニア州）と姉妹都市盟約を結んだ。1995年に市長を引退し、串木野市名誉市民の称号を授与された。1996年鹿児島県民表彰を受けた。